# Common Sense (Almanach)

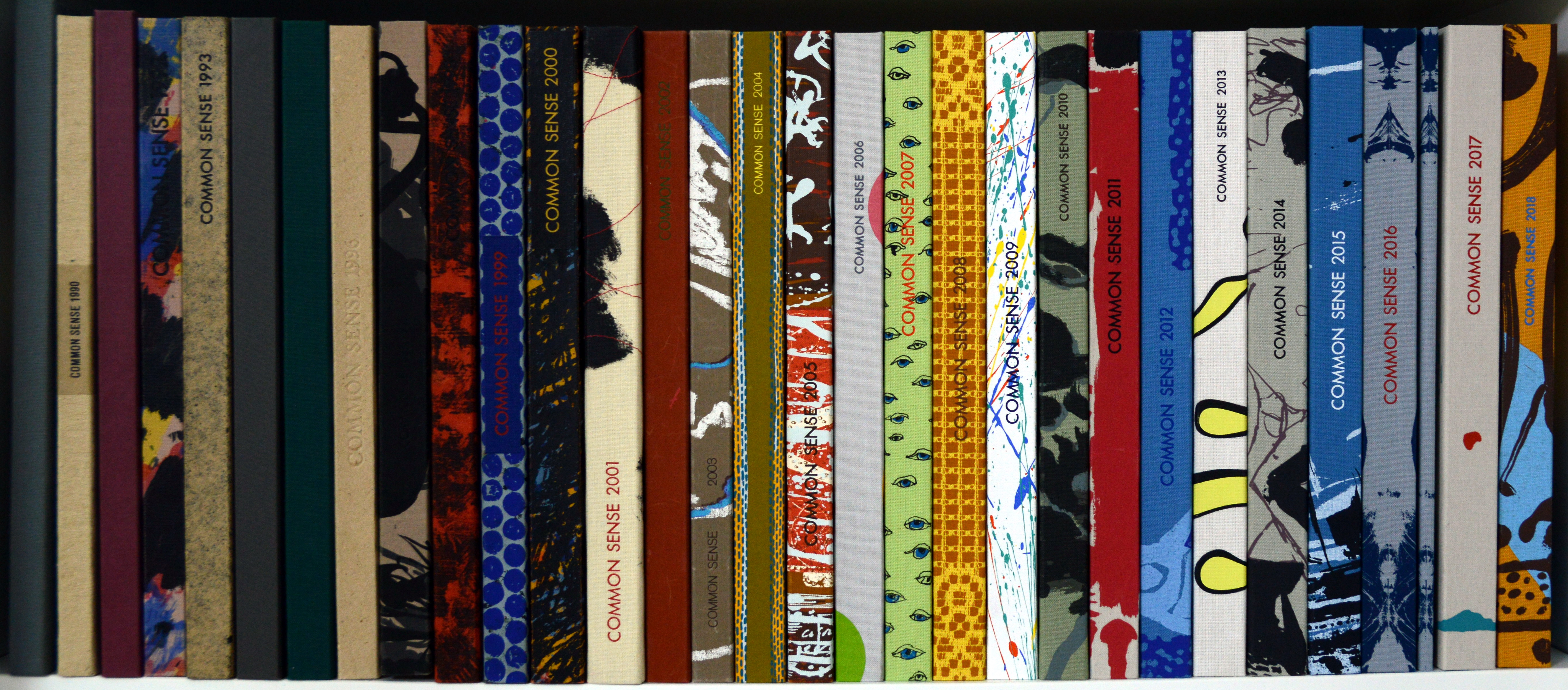
Buchrücken aller Jahrgänge

Der Almanach Common Sense ist ein Werk der Buchkunst. Zwischen 1989 und 2018 wurden 30 Bücher herausgegeben.

## Entstehung
Mitte der 1980er Jahre lernte der Maler, Zeichner, Bildhauer und Grafiker Ulrich Tarlatt den Lyriker Jörg Kowalski und den chilenischen Künstler Guillermo Deisler kennen. Deisler war weltweit verknüpft in der Mail Art und der visuellen Poesie-Szene. Unter anderem darüber erhielt Tarlatt zahlreiche Kontakte in die internationale Künstlerszene.
Bis 1998 wurde Common Sense gemeinsam von Ulrich Tarlatt und Jörg Kowalski (* 1952) herausgegeben, danach nur noch von Tarlatt. Die Idee war, Künstler und Literaten zur Mitarbeit an einem Buch einzuladen, ohne ein Thema vorzugeben. Einzige Bedingung war, dass die Werke dafür neu geschaffen beziehungsweise noch nicht zuvor publiziert wurden. Der programmatische Titel sollte den Sinn für das Gemeinsame beschreiben. Die Herausgeber orientieren sich bei der Konzeption an Verlagsalmanachen zum Anfang des 20. Jahrhunderts, so etwa an jenen aus dem Fritz Gurlitt Verlag.
Der erste Band erschien im Dezember 1989, kurz vor der deutschen Wiedervereinigung. „Er steht in der Tradition der Künstlerbücher und originalgrafischen Zeitschriften, die vor allem in der späten DDR ein viel genutztes Medium experimentierfreudiger Künstler und kritischer Literaten waren.“
Zur Zielstellung des Almanachs sagte Tarlatt:

„es war unser anliegen arbeiten von geschätzten künstlern und literaten zusammenzufügen / sie einzuladen für ein gemeinsames buch / die form des almanachs war da geeignet - zeitaktuell und sprachliche vielfalt durch verschiedene akteure / so wurden künstler und literaten gebeten etwas für den almanach zu schaffen / vorgegeben war nur das format - die schreibmaschinenseite und für die kunst wichtig die auflage - bis auf die ersten 3 jahrgänge 75 exemplare / alles sollte dafür neu geschaffen werden bzw noch nicht publiziert sein / kein thema keine festgelegte form - gedichte kurzgeschichten fragmente skizzen tagebuchnotizen … für die kunst alle klassischen grafischen techniken aber auch neue digitale druckmöglichkeiten hinzu zeichnung collage und fotografie / im buch begegnen sich unterschiedliche handschriften / der gedanke an das buch im zusammenklang ist nur gesteuert durch die auswahl der eingeladenen / zum schluß das puzzle … das fügen zum buch … der reiz des zufalls … überraschende übergänge … spannende konfrontationen … / dann zum buchbinder … und … jedes jahr geschafft daß es weihnachten fertig ist … verpacken versenden … das niewieder am ende und nach wenigen wochen und vielen netten worten der neustart - das aufgehts“

Die Bücher erschienen immer Anfang Dezember mit jeweils etwa 30 Beiträgen. Die Bandbreite der enthaltenen Werke reichte von Gedichten und Texten über originale Druckgrafiken, Zeichnungen, Collagen, Digitaldrucke, Fotografien, visuelle Poesie und Skizzen bis hin zu Tagebuchnotizen und Fundstücken. Die literarischen Werke stammten vor allem aus dem deutschsprachigen Raum; es wurden aber auch für den Almanach Texte übersetzt. Alle Grafiken wurden signiert, wie auch die literarischen Beiträge. Von der ersten Auflage wurden 50 und von den nächsten beiden 60 Exemplare gedruckt. Ab 1992 waren es jeweils 75 Bücher.
Es existieren 15 komplette Blöcke. Diese befinden sich in öffentlichen und privaten Sammlungen. Alle 30 Bände finden sich an folgenden öffentlichen Orten: Bayerische Staatsbibliothek, Hamburger Kunsthalle, Deutsches Literaturarchiv Marbach, Sächsische Landesbibliothek – Staats- und Universitätsbibliothek Dresden, Anhaltische Landesbücherei Dessau, Universitäts- und Landesbibliothek Sachsen-Anhalt, Herzogin-Anna-Amalia-Bibliothek, Kunst- und Museumsbibliothek der Stadt Köln und in den Deutschen Nationalbibliotheken Frankfurt und Leipzig.
2021 erschien ein Katalog mit der Bibliografie der 30 Almanache mit dem Register der beteiligten Literaten und Künstler sowie neuen Texten von Paul Hennig und Adrian La Salvia.

## Vertretene Künstler
In den 30 Jahren des Erscheinens waren 492 Künstler beteiligt. Dazu gehörten zum Beispiel die Literaturnobelpreisträgerin Herta Müller und 15 Georg-Büchner-Preisträger: Jürgen Becker, Marcel Beyer, Volker Braun, Friedrich Christian Delius, Elke Erb, Durs Grünbein, Felicitas Hoppe, Reinhard Jirgl, Sarah Kirsch, Walter Kappacher, Sibylle Lewitscharoff, Friederike Mayröcker, Oskar Pastior, Arnold Stadler und Jan Wagner.
Weitere Künstler (in alphabetischer Reihenfolge, nur Personen mit Wikipedia-Eintrag Anfang 2022 berücksichtigt): René Acht, Hans Peter Adamski, Christoph Wilhelm Aigner, Jürg Amann, Anatol, Cees Andriessen, Hartmut Andryczuk, Peter Angermann, Oskar Ansull, Martin Assig, Christian Ludwig Attersee, Pidder Auberger, Elvira Bach, Inka Bach, Thom Barth, Christiane Baumgartner, Xaver Bayer, Artur Becker, Boris Becker, Falko Behrendt, Franz Bernhard, Matthias Biskupek, Friedrich W. Block, Mirko Bonné, Thomas Böhme, Peter Bömmels, Herbert Brandl, Reiner Bredemeyer, Birgit Brenner, Jürgen Brodwolf, Joachim Brohm, Klaus vom Bruch, Johannes Brus, Josef Bücheler, Holger Bunk, Claus Bury, Brigitte Burmeister, Werner Büttner, Manfred Butzmann, Georg Oswald Cott, Heinz Czechowski, Isa Dahl, Walter Dahn, Gunter Damisch, Markus Daum, Guillermo Deisler, Klaus Peter Dencker, Volker Dietzel, Michael Donhauser, Ulrike Draesner, Kurt Drawert, Felix Droese, John von Düffel, Gerhild Ebel, Hartwig Ebersbach, Bogomir Ecker, Hans Eichhorn, Erwin Einzinger, Nadja Einzmann, Adolf Endler, Tone Fink, Walter Flemmer, Thomas Florschuetz, Franzobel, Achim Freyer, Felix Martin Furtwängler, Wolfgang Gäfgen, Heinz Gappmayr, Arno Geiger, Rüdiger Giebler, Georges-Arthur Goldschmidt, Dieter Goltzsche, Eugen Gomringer, Peter Gosse, Moritz Götze, Dieter M. Gräf, Hans-Hendrik Grimmling, Ralph Grüneberger, Sabine Gruber, Bettina van Haaren, Friedemann Hahn, Ulla Hahn, Hugo Hamilton, Angela Hampel, Alex Hanimann, Peter Härtling, Josef Haslinger, Manfred Peter Hein, Frieder Heinze, Bodo Hell, Kerstin Hensel, Peter Herrmann, Thomas Hettche, Albert Hien, Franz Hitzler, Ottmar Hörl, Antonius Höckelmann, Klaus Hoffer, Franz Hohler, Wilhelm Höpfner, Veit Hofmann, Stephan Huber. Peter Huckauf, Bernd-Dieter Hüge, Norbert Hummelt, Alfonso Hüppi, Leiko Ikemura, Georg Jappe, Gerhard Jaschke, Zoë Jenny, Bernd Jentzsch, Rolf Julius, Thomas Kapielski, Petra Kasten, Heinz Kattner, Benjamin Katz, Bernd Kebelmann, Ralf Kerbach, Klaus Killisch, Per Kirkeby, Wulf Kirsten, Jürgen Klauke, Ralf Klement, Reinhard Klessinger, Bernd Klötzer, Bernd Koberling, Annerose Kirchner, Gustav Kluge, Alfred Kolleritsch, Bodo Korsig, Wieland Krause, Angela Krauß, Timm Kregel, Birgit Kreipe, Dieter Krieg, Jan Kuhlbrodt, Günter Kunert, Katrin Kunert, Thomas Kunst, Mark Lammert, Thomas Lange, Helge Leiberg, Christian Lehnert, Volker Lehnert, Michael Lentz, Matthias Leupold, Via Lewandowsky, Walter Libuda, Werner Liebmann, Kito Lorenc, CW Loth, Matthias Joachim Maaß, Thilo Maatsch, Sepp Mahler, Herbert Maier, Oskar Manigk, Matthias Mansen, Olaf Martens, Undine Materni, Christoph Meckel, Robert Menasse, Klaus Merz, Nanne Meyer, Jürgen Mick, Otto Möhwald, Franz Mon, Andreas Montag, Michael Morgner, Alois Mosbacher, Josef Felix Müller, Christa Näher, Heino Naujoks, Ursula Neugebauer, Max Neumann, Susanne Nickel, Carsten Nicolai, Olaf Nicolai, Christoph Niemann, Gerald Nigl, Martin Noël, Dietrich Oltmanns, Detlef Opitz, Osmar Osten, Heribert C. Ottersbach, Dirk von Petersdorff, Wolfgang Petrovsky, Walther Petri, Richard Pietraß, Uwe Pfeifer, Werner Pokorny, Steffen Popp, Marion Poschmann, Klaus Prior, Lutz Rathenow, Gerlind Reinshagen, Karl Manfred Rennertz, Erich Reusch, Christian Riebe, Karl Riha, Karl Rödel, Kathrin Röggla, Thomas Rosenlöcher, Herbert Rosner, Thomas Ruch, Gerhard Rühm, Karla Sachse, Horst Peter Schlotter, Helmut Seethaler, Rafik Schami, Wolfram Adalbert Scheffler, Hans Scheuerecker, Hanns Schimansky, André Schinkel, Gil Schlesinger, Julia Schmidt, Siegfried J. Schmidt, Peter Schnürpel, Friedrich Schorlemmer, Raoul Schrott, Ingo Schulze, Julian Schutting, Lutz Seiler, Emil Siemeister, Sigrid Sigurdsson, Klaus Staeck, Reinhard Stangl, Thomas Stangl, Walter Stöhrer, Norbert Tadeusz, Johann P. Tammen, Ulrich Tarlatt, Yoko Tawada, Holger Teschke, Jürgen Theobaldy, Wolfgang Tietze, Ilija Trojanow, Charlotte Ueckert, Max Uhlig, Timm Ulrichs, Jane Urquhart, Herman van Veen, Eric van der Wal, Dagmar Varady, Thomas Virnich, Winfried Völlger, Auke de Vries, Frank Wahle, Franz Erhard Walther, Raimund Wäschle, Uwe Warnke, Peter Wawerzinek, Olaf Wegewitz, Raymond-Émile Waydelich, Claus Weidensdorfer, Walter Weiße, Andreas von Weizsäcker, Dieter Wellershoff, Florian Felix Weyh, Fritz Widhalm, Urs Widmer, Rainer Wieczorek, Werner Wittig, Natascha Wodin, Karla Woisnitza, Ror Wolf, Uljana Wolf, Michael Wüstefeld, Robert Wyss, John Yau, Uta Zaumseil, Hansjörg Zauner, Jerry Zeniuk, Ottfried Zielke, Bernd Zimmer, Otto Zitko, Heimo Zobernig und Klaus Zylla.

## Ausstellungen

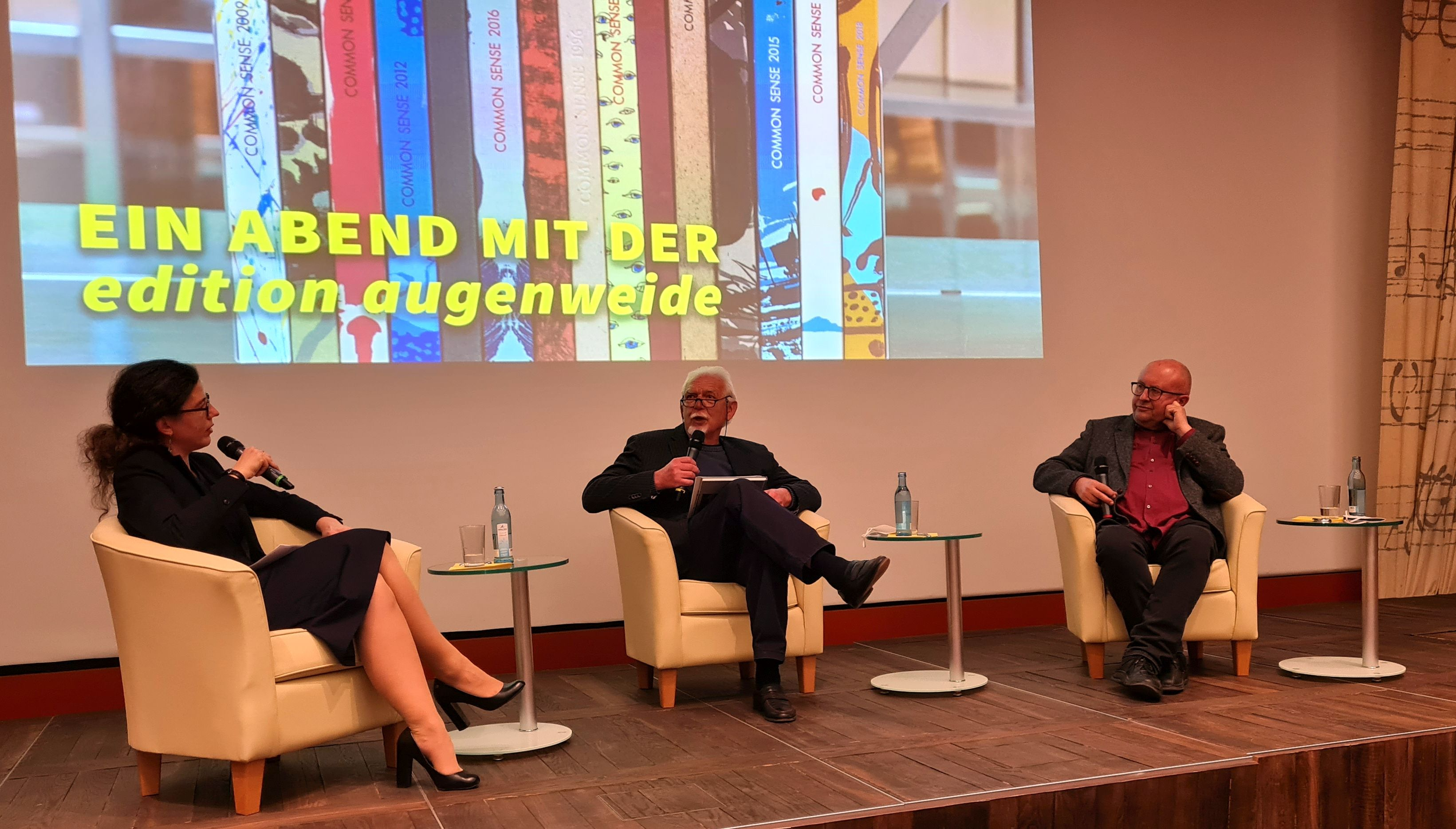
Midissage der Dresdner Ausstellung. V. l. n. r.: Kuratorin Simone Fleischer, Ulrich Tarlatt und Jörg Kowalski

Verschiedene Ausstellungen würdigten die Leistung der COMMON SENSE-Künstlerbücher:
- 18. Mai bis 30. Juni 2019: „EDITION AUGENWEIDE – Jörg Kowalski & Ulrich Tarlatt 30 Jahre Künstlerbuch Almanach COMMON SENSE 1989–2018“ im Literaturhaus Halle
- 20. Juli bis 15. September 2019: „EDITION AUGENWEIDE – Jörg Kowalski & Ulrich Tarlatt 30 Jahre Künstlerbuch Almanach COMMON SENSE 1989–2018“ in der Anhaltischen Gemäldegalerie Dessau[4]
- 14. März bis 24. Mai 2020: „EDITION AUGENWEIDE. Jörg Kowalski & Ulrich Tarlatt. 30 Jahre Künstlerbuch Almanach COMMON SENSE 1989–2018“ in der Kunstsammlung Jena[1]
- 31. Januar bis 3. Juli 2022: „Der gemeinsame Nenner. 30 Jahre Künstlerbuch-Almanach „Common Sense“ und die Grafik- und Künstlerbuchsammlung der SLUB“ in der Sächsischen Landesbibliothek – Staats- und Universitätsbibliothek Dresden
- 30. September 2022 bis 8. Januar 2023: „COMMON SENSE. 30 Jahre Künstlerbuch Almanach“ im Kunstmuseum Reutlingen (Spendhaus).[5]
- 6. November 2023 bis 8. Januar 2024: „»Common Sense«. Künstlerbücher der Edition Augenweide“ im Haus des Buches (Leipzig).[6]
- 14. September bis 13. Dezember 2024: „30 Jahre Künstlerbuch Almanach COMMON SENSE“ im Literaturhaus Literaturhaus Magdeburg